# Myopias media
Myopias media é uma espécie de formiga do gênero Myopias, pertencente à subfamília Ponerinae.